# Represa de Baygorria

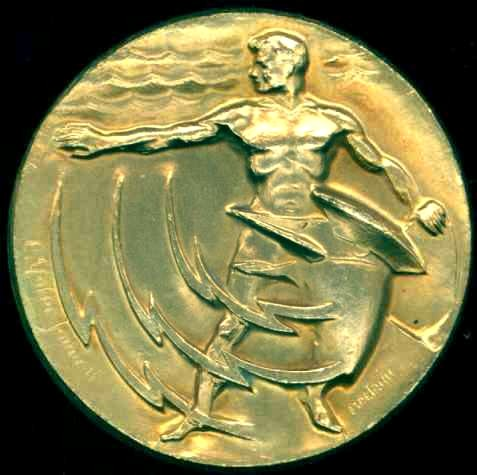
Medalla enchapada en oro, acuñada con motivo de la inauguración de la Central Hidroeléctrica Rincón de Baygorria. Autor: el escultor, artista plástico y orfebre Enrique Volpe Jordán.

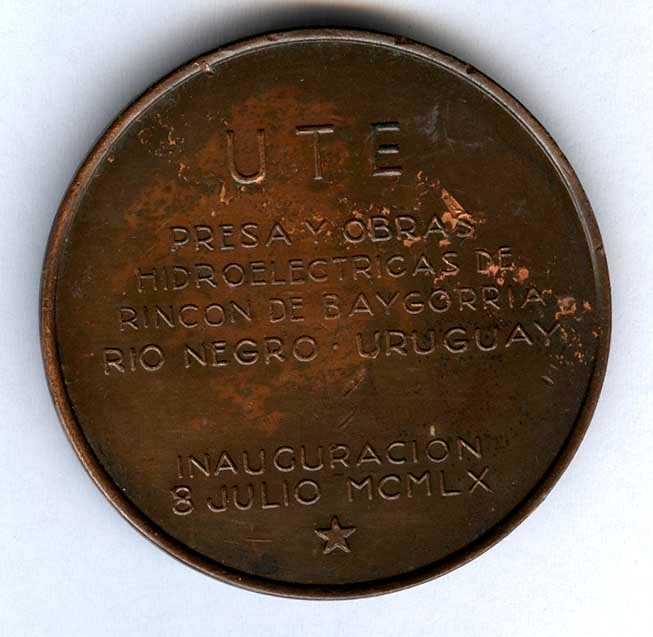
Dorso de la medalla acuñada con motivo de la inauguración.

La represa de Baygorria es una central hidroeléctrica perteneciente a UTE, la empresa estatal de energía eléctrica de Uruguay. Fue inaugurada el 8 de julio de 1960.
Se ubica sobre el curso del río Negro, a 307 km de la desembocadura, entre los departamentos de Durazno y Río Negro. Dista 266 km de la ciudad de Montevideo, de los cuales 220 km se recorren por ruta 5 y más adelante 44 km por la ruta 4.
Su potencia máxima es de 108 MW.
Es el resultado de décadas de estudios para el aprovechamiento hidroeléctrico del Río Negro, que comenzaran en 1904 a cargo del ingeniero Víctor Sudriers. Trabajó como consultor el ingeniero alemán Adolfo Ludín, autor de la represa de Rincón del Bonete.